# Pan Samochodzik i Łup barona Ungerna
Pan Samochodzik i Łup barona Ungerna – powieść dla młodzieży autorstwa Andrzeja Pilipiuka, pod pseudonimem Tomasz Olszakowski, wydana w 2000 r. Książka jest kontynuacją cyklu powieści Pan Samochodzik, t. 33.

## Treść
Do Warszawy z propozycją dla Pana Tomasza i Pawła Dańca przyjeżdża Michaił Tomatow. Proponuje obu wyjazd do Mongolii, który łączy się z odkrytym testamentem barona Ungerna. Przygotowania do wyprawy rozpoczynają się w zbiorach archiwum Ossendowskiego znajdujących się w Polsce.